# Osornolobus thayerae
Osornolobus thayerae är en spindelart som beskrevs av Forster och Norman I. Platnick 1985. Osornolobus thayerae ingår i släktet Osornolobus och familjen Orsolobidae. Inga underarter finns listade i Catalogue of Life.